# New Flame
"New Flame" é uma canção gravada pelo artista norte-americano Chris Brown contida no seu sexto álbum de estúdio X. A faixa conta com a colaboração dos artistas Usher e Rick Ross, sendo composta pelos próprios cantores juntamente com Verse Simmonds. A música foi lançada como quinto single do disco em 30 de junho de 2014.

## Antecedentes
"New Flame" foi lançada em 5 de março de 2014 na internet contendo os versos do artista e do rapper Rick Ross. Em 29 de junho seguinte, Brown divulgou um vídeo de trinta segundos da canção no Instagram informando que a musica contaria com as colaborações de Rick Ross e Usher e serviria como quinto single de seu sexto álbum de estúdio X. Três dias depois a canção foi lançada para download digital.

## Desempenho nas tabelas musicais
| Tabela musical (2014)                        | Melhor posição |
| -------------------------------------------- | -------------- |
| Alemanha (Deutsche Black Charts)             | 8              |
| Bélgica - (Ultratip - Flanders)              | 34             |
| Bélgica - (Ultratip - Valônia)               | 22             |
| Estados Unidos (Billboard Hot 100)           | 27             |
| Estados Unidos (Billboard R&B/Hip-Hop Songs) | 6              |
| Estados Unidos (Billboard Rhythmic)          | 1              |
| Escócia - (Scottish Singles Chart)           | 23             |
| França (SNEP)                                | 75             |
| Reino Unido - (Official Charts Company)      | 10             |
| Reino Unido - (Uk R&B Singles Chart)         | 2              |
| Nova Zelândia (Recorded Music NZ)            | 35             |

## Histórico de lançamento
| País           | Data                  | Formato          | Gravadora |
| -------------- | --------------------- | ---------------- | --------- |
| Austrália      | 29 de junho de 2014   | Download digital | RCA       |
| Canadá         | 29 de junho de 2014   | Download digital | RCA       |
| Estados Unidos | 29 de junho de 2014   | Download digital | RCA       |
| Nova Zelândia  | 29 de junho de 2014   | Download digital | RCA       |
| Reino Unido    | 7 de setembro de 2014 | Download digital | RCA       |